# Campylia nudara
Campylia nudara är en tvåvingeart som beskrevs av Malloch 1938. Campylia nudara ingår i släktet Campylia och familjen parasitflugor. Inga underarter finns listade i Catalogue of Life.